# أمير الأمراء

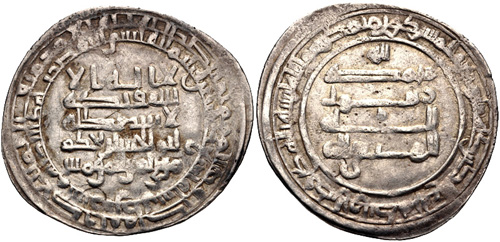
درهم من عهد خلافة المتقي. 329_333 هجري/ 940_944 م.

أمير الأمراء لقب منحه الخلفاء العباسيون لأمراء بعض الدول الإسلامية الصغرى التي ظهرت في القرن الرابع للهجرة وما بعده من بني حمدان وبني بويه، وقد يكون أمير الأمراء ملكاً أو مثل الملك، وأول من لُقّب به محمد بن رائق وكان أمير البصرة وواسط، فجعله الراضي بالله أمير الأمراء سنة 324هـ وفوّض إليه تدبير المملكة وأمر أن يُخطب له على المنابر، وخلع عليه وأعطاه اللواء وكانوا يسمّونه أيضاً ملك بغداد أو سلطان بغداد، وما زال هذا اللقب في بني بويه إلى سنة 449هـ.